# Led Zeppelin II
| 평가 점수                     | 평가 점수 |
| 출처                          | 점수      |
| ----------------------------- | --------- |
| AllMusic                      | [ 2 ]     |
| Blender                       | [ 3 ]     |
| Encyclopedia of Popular Music | [ 4 ]     |
| Entertainment Weekly          | A+        |
| MusicHound Rock               | 4.5/5     |
| Q                             | [ 7 ]     |
| The Rolling Stone Album Guide | [ 8 ]     |

《Led Zeppelin II》는 1969년 10월 22일, 미국에서, 1969년 10월 31일, 영국에서 애틀랜틱 레코드가 발매한 영국의 록 밴드 레드 제플린의 두 번째 음반이다. 이 음반의 녹음 세션은 1969년 1월부터 8월까지 영국과 북미의 여러 장소에서 열렸다. 이 음반의 프로듀싱은 밴드의 리드 기타리스트 겸 작곡가 지미 페이지에게 공로를 인정받았으며, 에디 크레이머를 엔지니어로 사용하는 레드 제플린의 첫 번째 음반 역할도 했다. 페이지 (기타), 로버트 플랜트 (보컬, 하모니카), 존 폴 존스 (베이스, 키보드), 존 본햄 (드럼) 등 핵심 밴드 멤버를 이용해 고스란히 녹음했다.
이 음반은 블루스 소재의 진화하는 음악 스타일과 기타 리프 기반의 사운드를 선보였고, 그 밴드의 가장 육중한 음반으로 묘사되어 왔다. 9곡 중 6곡은 밴드가 작곡했으며, 나머지 3곡은 윌리 딕슨과 하울링 울프의 시카고 블루스 곡을 재해석했다. 〈Whole Lotta Love〉라는 싱글이 영국 밖에서 발매되었고(밴드는 그들의 경력 동안 영국 싱글을 발매하지 않을 것이다), 전 세계 12개 이상의 시장에서 톱 10의 싱글로 정점을 찍었다.
《Led Zeppelin II》는 상업적인 성공을 거두었고, 영국과 미국의 차트에서 1위를 차지한 이 밴드의 첫 번째 음반이었다. 1970년, 이 음반의 커버 디자이너 데이비드 주니퍼는 그래미상 베스트 레코딩 패키지 후보에 올랐다. 1999년 11월 15일, 미국 음반 산업 협회로부터 1,200만장을 넘는 판매량으로 12배 플래티넘 인증을 받았다. 발매 이후, 다양한 작가들과 음악 비평가들은 정기적으로 《Led Zeppelin II》를 역사상 가장 위대하고 영향력 있는 음반 중 하나로 꼽았다.

## 배경
《Led Zeppelin II》는 1969년 1월부터 8월까지의 바쁜 시기에 구상되었으며, 이 기간 동안 레드 제플린은 4번의 유럽 투어와 3번의 미국 투어를 마쳤다. 각 곡은 별도로 녹음되고 믹싱과 제작이 영국과 북미의 다양한 스튜디오에서 이루어졌다. 이 음반은 투어 중, 콘서트 사이의 몇 시간 동안 스튜디오를 예약하고 녹음 과정을 시작하는 방식으로 작성되었으며, 이로 인해 자연스럽고 긴박한 느낌이 음반에 반영되었다. 여러 곡은 투어 중 즉흥적으로 만들어졌고, 대부분 스튜디오에서 라이브로 녹음되었다.
음반의 녹음 세션은 영국과 미국의 다양한 스튜디오에서 진행되었다. 영국 런던의 올림픽 스튜디오와 모건 스튜디오, 로스앤젤레스의 A&M 스튜디오, 퀀텀 스튜디오, 선셋 스튜디오, 미러 사운드 스튜디오, 미스틱 스튜디오, 테네시주 멤피스의 아던트 스튜디오, 뉴욕의 A&R 스튜디오, 저기 사운드 스튜디오, 그루브 스튜디오, 메이페어 스튜디오, 그리고 R&D 스튜디오 등이었다. 일부 스튜디오는 제대로 갖춰지지 않아, 밴쿠버에 있는 한 스튜디오는 8트랙 장비만 있을 뿐 적절한 헤드폰 시설조차 없어 "오두막(hut)"으로 표기되었다. 로스앤젤레스 할리우드에 위치한 미스틱 스튜디오는 보다 나은 환경을 제공했고, 이곳에서는 크리스 휴스턴이 엔지니어를 맡았다.
리드 싱어 로버트 플랜트는 이후 곡 작업, 녹음, 믹싱 세션이 여러 다른 장소에서 진행된 것에 대해 불만을 표하며, 작곡 및 녹음 과정을 비판했다. 〈Thank You〉, 〈The Lemon Song〉, 〈Moby Dick〉은 투어 중 오버더빙되었고, 〈Whole Lotta Love〉와 〈Heartbreaker〉의 믹싱 작업 또한 투어 중에 이뤄졌다. 지미 페이지는 나중에 "다시 말해, 일부 곡들은 다음 투어를 위한 리허설 중에 새로운 곡을 준비하면서 나온 것"이라고 밝혔다.

## 커버 아트

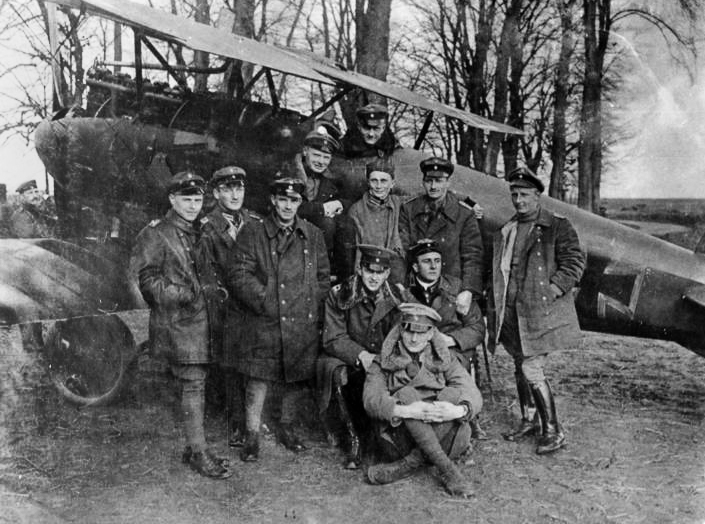
음반 소매가 바탕이 된 제1차 세계 대전 사진

음반 소매 디자인은 단순히 밴드로부터 재미있는 아이디어를 생각해 내라는 말을 들은 데이비드 주니퍼의 포스터에서 나온 것이었다. 주니퍼는 서리주에 있는 서튼 아트 칼리지에 있는 페이지의 동료 학생이었다.
주니퍼의 디자인은 제1차 세계 대전 당시 독일 공군의 자갈 11사단, 붉은 남작이 이끄는 원형 사다리꼴 편대의 사진을 토대로 한 것이었다. 주니퍼는 원래 사진 위에 밴드의 얼굴을 붙여 놓고, 다른 사진 몇 장에서도 얼굴을 추가했다. 커버의 금발머리 여성은 윌리엄 클라인 (1969년)의 좌익 반전 풍자 영화 《미스터 프리덤》에서 마리 마그달렌 역을 맡은 프랑스 여배우 델핀 세리그이다. 커버는 또한 제플린의 윤곽을 갈색 배경(밴드 1집 커버와 유사)에 그려 넣었는데, 이 그림에서는 음반에 "갈색 폭격기"라는 별명을 붙였다.

## 곡 목록
| #  | 제목                                 | 작사·작곡                                                  | 재생 시간 |
| -- | ------------------------------------ | ---------------------------------------------------------- | --------- |
| 1. | 〈Whole Lotta Love〉                 | 존 본햄, 윌리 딕슨, 존 폴 존스, 지미 페이지, 로버트 플랜트 | 5:33      |
| 2. | 〈What Is and What Should Never Be〉 | 페이지, 플랜트                                             | 4:47      |
| 3. | 〈The Lemon Song〉                   | 본햄, 체스터 버넷, 존스, 페이지, 플랜트                    | 6:20      |
| 4. | 〈Thank You〉                        | 페이지, 플랜트                                             | 3:50      |

| #  | 제목                                        | 작사·작곡                  | 재생 시간 |
| -- | ------------------------------------------- | -------------------------- | --------- |
| 1. | 〈Heartbreaker〉                            | 본햄, 존스, 페이지, 플랜트 | 4:15      |
| 2. | 〈Living Loving Maid (She's Just a Woman)〉 | 페이지, 플랜트             | 2:40      |
| 3. | 〈Ramble On〉                               | 페이지, 플랜트             | 4:35      |
| 4. | 〈Moby Dick〉 (기악)                        | 본햄, 존스, 페이지         | 4:25      |
| 5. | 〈Bring It On Home〉                        | 딕슨                       | 4:19      |

## 인증
| 국가                                                  | 인증         | 판매량/출하량 |
| ----------------------------------------------------- | ------------ | ------------- |
| 아르헨티나 (CAPIF)                                    | 골드         | 30,000^       |
| 오스트레일리아 (ARIA)                                 | 4× 플래티넘  | 280,000^      |
| 오스트리아 (IFPI 오스트리아)                          | 골드         | 25,000*       |
| 캐나다 (뮤직 캐나다)                                  | 9× 플래티넘  | 900,000^      |
| 프랑스 (SNEP)                                         | 2× 골드      | 200,000*      |
| 독일 (BVMI)                                           | 플래티넘     | 500,000^      |
| 이탈리아 (FIMI)                                       | 플래티넘     | 100,000*      |
| 스페인 (PROMUSICAE)                                   | 골드         | 50,000^       |
| 영국 (BPI)                                            | 4× 플래티넘  | 1,200,000^    |
| 미국 (RIAA)                                           | 12× 플래티넘 | 12,000,000^   |
| *판매량을 기반으로 한 인증 ^출하량을 기반으로 한 인증 |              |               |

## 같이 보기
- 미국에서 가장 많이 팔린 음반 목록